# Нападение на школу № 1 в Стерлитамаке
Нападение на школу № 1 в Стерлитамаке (Республика Башкортостан) произошло 18 апреля 2018 года. 17-летний ученик 9 класса Артём Тагиров напал на учительницу и одноклассницу с ножом и устроил поджог в классе. Ещё одна школьница выпрыгнула из окна. Нападавший совершил попытку суицида. В результате нападения пострадали 4 человека, включая нападавшего.
Тагиров был признан невменяемым и направлен на принудительное лечение. В 2021 году стало известно, что нападавший переведён на амбулаторное лечение. Это преступление стало одним из случаем нападений на школу в 2018 году после нападений на пермскую школу и школу в пригороде Улан-Удэ.

## Личность и мотивы преступника
Артём Тагиров родился 15 апреля 2001 года. На момент инцидента ему было 17 лет, и он являлся учеником 9 «Г» коррекционного класса в школе № 1 в Стерлитамаке. Вырос в благополучной семье, отец работал слесарем, мать была домохозяйкой. В семье есть также старшая сестра.
Тагирова привели в школу, где он впоследствии совершил нападение, в 4 классе. Учителя отзывались о нём, как о тихом, замкнутом и странном подростке. Сверстники также отзывались о нём, как о человеке со своими странностями и суицидальными мыслями. Имел проблемы с учёбой. Учителя списывали его неуспеваемость на медицинский диагноз: задержку психического развития. Делился со своими знакомыми в интернете тем, что над ним издеваются сверстники. Делился мыслями о нападении на школу. Имел проблемы со слухом, из-за чего в школе его также обижали сверстники.
Мать Артёма Лариса Тагирова рассказала, что хотела заказать ему слуховой аппарат, но он отказался его носить, чтобы травли было меньше. «Мы сигнализировали об этих ситуациях в школу, но дальше разговоров дело не шло».
Ещё в 2016 году подросток пришел в школу с коктейлем Молотова, собираясь устроить поджог. Он разлил горючую жидкость, но не успел осуществить задуманное, так как его обезвредили. После работы правоохранителей и терапевтов парень пообещал, что больше так не будет. Дело замяли.
Мать подростка также рассказала, что осенью 2017 года запретила Артёму пользоваться интернетом после того, как он стал интересоваться случаями нападений на учебные заведения. Тогда Тагиров завёл дневник, где описывал свои переживания. Психолог, который читал дневник и работал с этой ситуацией, сказал, что Тагиров долго копил переживания и в итоге сорвался.
Сообщалось, что на Тагирова неоднократно поступали жалобы об агрессивном поведении. До нападения в течение нескольких месяцев публиковал на своей странице в соцсети сообщения об «уничтожении людей».
В переписке ВКонтакте, которую опубликовал портал Mash, он предупреждал об этом за год до трагедии. «И день рождения в последний раз отпраздную норм. 15 апреля 17 лет исполнится. Ну я уже подготовился. Травмат есть. Ножи есть. Ну я же не так покончу. Я заберу с собой людей. Жду не дождусь этого дня, когда начну стрельбу», — писал Артём. За две недели до нападения он снова предупреждал об этом. Рассказывал, что хочет убить 18 человек.
Последнюю запись сделал в 06:00 по МСК, за 2 часа до инцидента. Он опубликовал видео о стрельбе в американской школе «Колумбайн» в 1999 году. При этом фотографии и ролики, посвященные этим же событиям, он периодически загружал в социальную сеть с конца января 2018 года, предупреждая о том, что «готовится к уничтожению людей» и планирует весной устроить поножовщину.

## Ход событий
Утром 18 апреля 2018 года Артём Тагиров пришёл в кабинет информатики. Нападение произошло примерно в 08:45 по местному времени. Тагиров ножом полоснул по предплечью 15-летнюю одноклассницу Василию Самедову. Испугавшись, школьница выпрыгнула из окна кабинета, который находился на 2 этаже, и получила переломы и ушибы. Ещё одну 15-летнюю одноклассницу Юлию Фролову нападавший также ударил в грудную клетку.
Учительница 29-летняя Екатерина Першина попыталась успокоить подростка, но тот нанёс ей ножевое ранение в грудную клетку. Екатерина отвлекала нападавшего от других детей и получила несколько ранений. Одноклассник преступника пытался успокоить его. Артём попытался ударить его, но тот увернулся.
Тагиров разлил в классе бензин и поджёг. Ученики стали выбегать из класса. Преступник попытался покончить с собой, нанеся себе ножевое ранение. Все пострадавшие были госпитализированы.
Росгвардия сообщила, что нападавший орудовал канцелярским ножом. В 08:53 в школе нажали тревожную кнопку. Уже через минуту на место происшествия прибыли экипаж вневедомственной охраны. Пожар был вовремя ликвидирован.
В результате нападения пострадали 4 человека:
1. Екатерина Альбертовна Першина (род. 1989), учитель информатики, ножевое ранение грудной клетки, ожоги.
2. Юлия Фролова (род. 2002), учащаяся, ножевое ранение грудной клетки справа.
3. Василя Саматова (род. 2002), учащаяся, закрытый перелом правой голени, ушиб позвоночника, резаные раны предплечья.
4. Артём Тагиров (род. 2001), учащийся и нападавший, резаная рана шеи.
Все доставлены в Клиническую больницу №1.
В тот же день глава Башкортостана Рустэм Хамитов сообщил о том, что жизни пострадавших школьниц (их доставили в больницу с травмами средней тяжести) ничего не угрожает.
Позднее состояние всех пострадавших улучшилось, и их перевели из реанимации в другие отделения больницы.
Учительницу информатики Екатерину Першину было решено наградить за проявленную отвагу.

## Расследование и суд
Были возбуждены 2 уголовных дела: в отношении нападавшего о покушении на убийство и о халатности должностных лиц. Директрису школы отправили под суд за служебную халатность, так как она игнорировала поступавшую информацию о готовящемся нападении на школу.
В больнице к Артёму Тагирову приставили охрану. 20 апреля Стерлитамакский городской суд, куда Тагирова доставили из больницы, вынес решение о заключении подростка под стражу. Заседание проходило в закрытом режиме. Адвокаты заявили о намерении обжаловать решение об аресте.
26 апреля адвокат Тагирова Сергей Чириков заявил, что подал апелляцию с просьбой заменить его подзащитному заключение под стражу на домашний арест. 28 апреля Верховный суд Республики Башкортостан отклонил прошение адвоката Тагирова о его переводе под домашний арест.
12 марта 2019 года стало известно, что расследование уголовного дела в отношении нападавшего завершено. Судебный процесс проходил в закрытом режиме. 30 апреля 2019 года стало известно, что постановлением суда от 24 апреля Артём Тагиров направлен на принудительное лечение в психиатрическую больницу сроком до 1 года.
Комиссией судебно-психиатрических экспертов было установлено, что у подростка в период подготовки и совершения нападения развилось временное психическое расстройство, которое лишило его способности осознавать характер и опасность своих действий и руководить ими.
7 мая решение вступило в силу. Мать Тагирова рассказала, как проходило лечение:
«...Просила доктора не давать ему такие препараты, от которых человек овощем становится. Я хочу приходить и общаться с ним нормально...»

27 сентября 2021 года в Минздраве Башкирии сообщили, что Тагиров был отпущен домой на амбулаторное лечение. Ранее семья Тагирова собиралась переехать на север, где работал его отец.